# Okręg wyborczy Hackney South
Okręg wyborczy Hackney South powstał w 1885 i wysyłał do brytyjskiej Izby Gmin jednego deputowanego. Okręg obejmował południową część okręgu miejskiego Hackney w Londynie. Został zlikwidowany w 1955.

## Deputowani do brytyjskiej Izby Gmin z okręgu Hackney South
- 1885–1894: Charles Arthur Russell
- 1894–1895: John Fletcher Moulton, Partia Liberalna
- 1895–1906: Thomas Herbert Robertson, Partia Konserwatywna
- 1906–1912: Horatio Bottomley, Partia Liberalna
- 1912–1918: Hector Morison
- 1918–1922: Horatio Bottomley
- 1922–1923: Clifford Erskine-Bolst, Partia Konserwatywna
- 1923–1924: Herbert Morrison, Partia Pracy
- 1924–1929: George Trefgarne, Partia Liberalna
- 1929–1931: Herbert Morrison, Partia Pracy
- 1931–1935: Frances Marjorie Graves, Partia Konserwatywna
- 1935–1945: Herbert Morrison, Partia Pracy
- 1945–1955: Herbert Butler, Partia Pracy